# زوراب زویاداوری
زوراب زویاداوری (انگلیسی: Zurab Zviadauri؛ زادهٔ ۲ ژوئیهٔ ۱۹۸۱) جودوکار سابق اهل گرجستان است.
از افتخارات وی میتوان به کسب مدال طلا جودو وزن ۹۰ کیلوگرم بازی‌های المپیک تابستانی ۲۰۰۴ اشاره کرد.